# Jovan Tekelija
Jovan Popović Tekelija (en serbio: Јован Поповић Текелија, en húngaro: János Tököli-Popovics, Csánad, 1660/Arad, 1665 – Arad, 1721/1722) fue un oficial serbio del ejército Imperial del Sacro Imperio Romano Germánico. Como comandante de la milicia serbia, Tekelija participó en muchas batallas, distinguiéndose especialmente en la batalla de Zenta de 1697, en la que el imperio Otomano sufrió una importante derrota. Por estos méritos, fue nombrado capitán de la milicia serbia en Arad y fue ennoblecido por el emperador José I. 

## Biografía
Jovan Popović Tekelija nació en Arad o en Csanád como primer hijo conocido de la notable familia serbia Popović Tekelija. A una edad temprana, Tekelija se unió al ejército austríaco. En 1686, Tekelija luchó en la batalla de Buda.
Tras la captura austriaca de Belgrado, fue ascendido en 1689 al rango de capitán con una posición especial como explorador del ejército austríaco en Voivodina y sus territorios vecinos. Luchó contra los rebeldes kuruc antes de que se le pidiera que se uniera a la lucha contra los turcos.
Tekelija destacó particularmente en la batalla de Zenta de 1697, una gran batalla que terminó con el dominio otomano en Europa. Antes de la batalla, Tekelija ocupaba el cargo de capitán de Senta. El 11 de septiembre, Tekelija irrumpió en el consejo de guerra celebrado en Bečej e informó al príncipe Eugenio de Saboya, cuyas fuerzas estaban en Szenttamás y Bečej, de que los otomanos se estaban preparando para cruzar el río Tisza y abandonar Bačka. El príncipe Eugenio pidió a Tekelija que guiara al ejército imperial a través de los pantanos y marismas hasta la parte trasera del campamento turco al caer la noche. La mitad del ejército otomano estaba en la orilla opuesta y la sorpresa fue total, murieron 30.000 soldados otomanos, incluido el gran visir Elmas Mehmed Pachá.
Como recompensa por el importante papel que jugó durante la batalla, Tekelija fue nombrado capitán de la milicia serbia en Arad en 1698. Cumpliendo el decreto de la corte vienesa que lo promovió, Tekelija hizo construir una fortificación, alrededor del cual se desarrollaría la ciudad. En 1706 fue ennoblecido por el emperador José I. En 1710 los coroneles Tekelija y Vulin Potisac enviaron al capitán Bogdan Popović a negociar con el Zarato ruso sobre la cooperación entre los serbios y Rusia en la guerra contra el Imperio otomano.
En la nueva guerra austro-turca de 1716-1718, llevó a cabo varias misiones con su milicia, a menudo sin pago, por lo que gastó gran parte de su propiedad en los salarios de su soldados. Derrotó hábilmente al ejército del rey Carlos XII de Suecia cerca de Kecskemét en 1716. Es por eso que en 1720 rogó por una recompensa en forma de posesiones para él y sus descendientes a la administración de la cámara, prometiendo lealtad de por vida al gobernante. En 1721, recibió la propiedad de Iratoşu, las tierras baldías de Vizejdia y Kevermes, y el spahiluk de Sfântul Pavel. Después de la muerte de Jovan, las propiedades de Iratoşu y Sfântul Pavel fueron arrebatadas a la familia y solo serían devueltas a la viuda con gran dificultad.
Tekelija murió en 1721 ó en invierno de 1722. Fue sucedido por Đurka Šević, el padre de Jovan Šević. En Arad, reconstruyó las fortificaciones y financió la iglesia ortodoxa de San Pedro y san Pablo. En el momento de su muerte, su legado fue significativo, ascendía a más de 16.000 florines.
Su esposa se llamaba Eufrosina Jović, parece ser la hija del capitán fronterizo Subota Jovic de Arad. Subota sería entonces reemplazado en ese cargo por su yerno Jovan Tekelija. Euphrosina es conocida en canciones como Roxanda, Roxa. Tuvieron varios hijos: Ranko, Janko, Mihail y Sava, y Marija y Jelena. Su hermano Stefan (Ostoja) también fue ennoblecido.